# Гумберт I Белорукий
Гумберт I Белорукий (итал. Umberto Biancamano, фр. Humbert aux Blanches-Mains; ок. 970/975 — ок. 1047/1051) — родоначальник Савойского дома и первый граф Морьена (Савойи) с 1032, о котором имеются достоверные известия. Прозвание Albimanus получил столетия спустя благодаря своей порядочности либо щедрости.

## Биография

### Происхождение
О происхождении Гумберта не имеется никаких определённых сведений. Несколько столетий спустя, когда его потомки стали притязать на императорскую корону, появились сообщения о его якобы немецком происхождении. В XVI веке можно встретить известия о том, что отцом Гумберта был некий саксонский вельможа, который вынужденно покинул родные края после того, как вступил в преступную связь с супругой императора.

### Правление
В молодости Гумберт состоял при дворе последнего короля Бургундии Рудольфа III. Не исключено, что он был его зятем. В 1023 году он упомянут как властелин города Аоста. Впоследствии его власть распространилась на всю Аостскую долину. К 1030 году Гумберт активно включился в борьбу с местным епископом на стороне императора Конрада II, который стремился утвердить себя в качестве бургундского монарха, несмотря на противодействие ряда феодалов.
В 1032 году Гумберт осадил столицу епископа Морьенского и вынудил того просить о пощаде. Епископия была упразднена, а часть епископских владений была передана императором своему верному вассалу. Вскоре после этого Гумберт стал именовать себя графом Морьенским и Савойским («comes in agro Savoiensi»).
Своей столицей Гумберт избрал выгодно расположенный посередине его владений городок Эгбель. Вплоть до середины XIII века его потомки проживали в местном замке Шарбоньер, возведённом ещё в середине IX века. Подмечено, что в правление Гумберта многие из числа его подданных встали на монашескую стезю. Среди таковых следует назвать Ансельма Кентерберийского, святого Бернарда Ментонского и папу Николая II.
Гумберт умер, согласно регистру умерших Таллуара, 1 июля 1048 или 1051 года. Согласно другим данным, он умер в Эрмийоне 19 июля 1047 года (оба города ныне относятся к региону Рона — Альпы, Франция). Похоронен в соборе города Сен-Жан-де-Морьен, где установлен его кенотаф.

### Семья

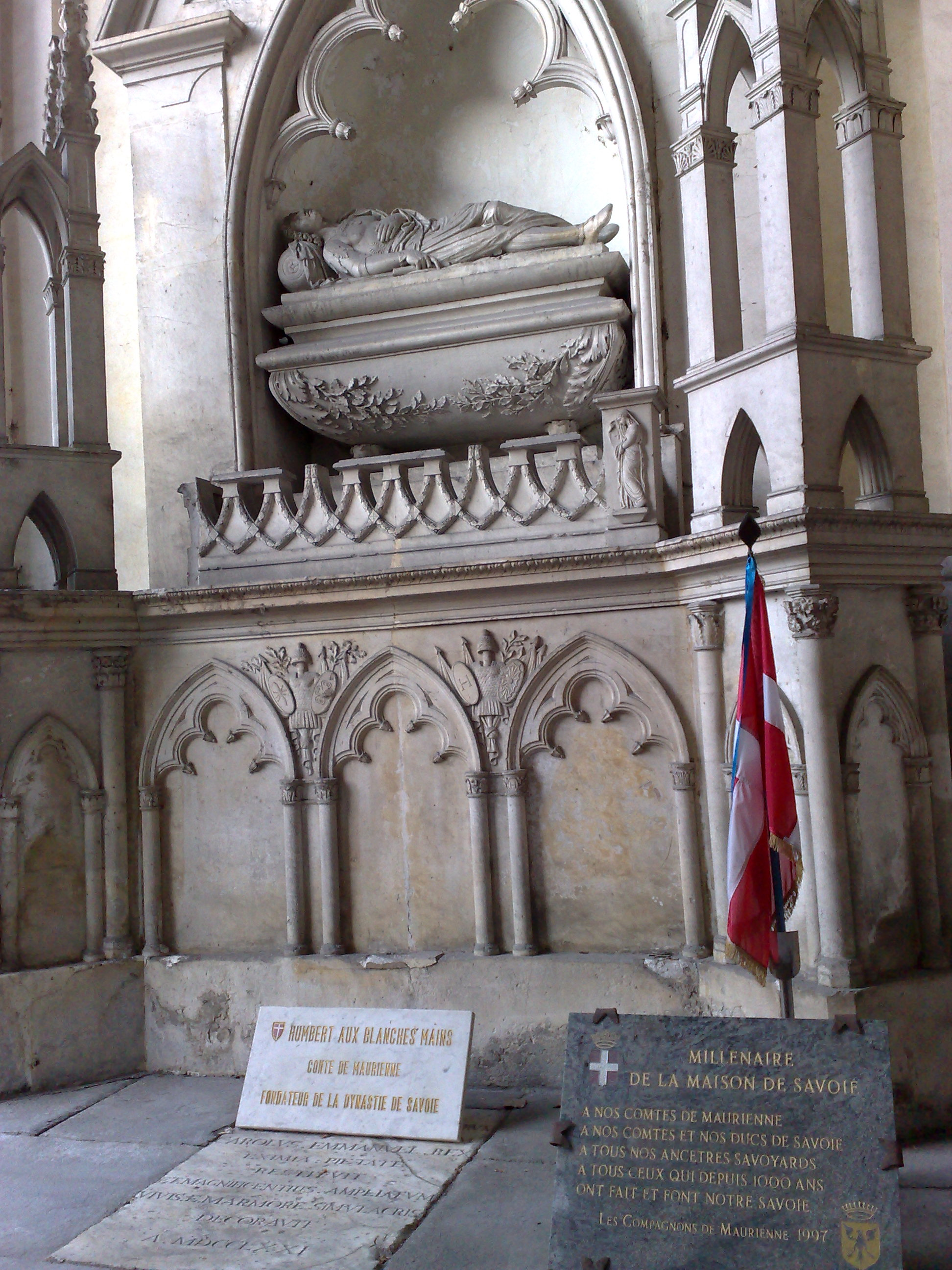
Кенотаф Гумберта I в соборе города Сен-Жан-де-Морьен

Жена: Ансилия (Оксилия), дочь графа Ньона Ансельма II и Альдиуды или графа Арнольда фон Ленцбруг. Дети:
- Амадей I Хвост (ок. 995/1000 — после 18 декабря 1051), граф Морьена и Шабле с 1047/1051[2];
- Бушар (Бурхард) (ок. 995/1000 — после 10 июля 1068), архиепископ Лиона (Бурхард III) 1031—1036, епископ Аосты[2][3];
- Аймон (ум. 13 июля ок. 1054), епископ Сьона в 1040[2];
- Оттон I (ок. 1017 — 1 марта 1060), граф Морьена и Шабле после 1051, маркиз Сузы с ок. 1046[2]
- Аделаида (ок. 1025 — ?); муж: Гиг I д’Альбон (ок. 1000—1070), граф Уазана, Грезиводана и Бриансона, сеньор д’Альбон.